# Oriente (stație de metrou din Lisabona)
Oriente este o stație de pe Linia roșie a metroului din Lisabona. Stația este parte componentă a gării Oriente, unul din principalele noduri intermodale ale capitalei Portugaliei, gară deservită de liniile feroviare de nord, Sintra și Azambuja. Stația de metrou permite accesul în Parcul Națiunilor, la Altice Arena, oceanariu, Pavilionul Cunoașterii, teatrul Camões și cazinoul Lisboa.

## Istoric
Stația fost inaugurată pe 19 mai 1998, în același timp cu Alameda, Bela Vista, Chelas și Olaias, în contextul construirii liniei roșii cu scopul prelungirii rețelei metroului până în zona EXPO'98. Proiectul original îi aparține arhitectului Sanchez Jorge, iar decorațiunile artiștilor plastici Antonio Seguí, Arthur Boyd, Erró, Hundertwasser, Yayoi Kusama, Joaquim Rodrigo, Abdoulaye Konaté, Sean Scully, Raza, Zao Wou-Ki și Magdalena Abakanowicz.
Precum toate noile stații ale metroului din Lisabona, Oriente poate deservi și persoanele cu dizabilități locomotorii, fiind echipată cu multiple lifturi și scări rulante care permit un acces facil la peroane.

## Legături

### Autobuze orășenești

#### Carris
- 208 Cais do Sodré ⇄ Gara Oriente (Interface) (dimineața)
- 210 Cais do Sodré ⇄ Prior Velho (dimineața)
- 400 Parque das Nações Norte ⇄ Parque das Nações Sul
- 705 Gara Oriente (Interface) ⇄ Gara Roma-Areeiro
- 708 Martim Moniz ⇄ Parque das Nações Norte
- 725 Gara Oriente (Interface) ⇄ Prior Velho - Rua Maestro Lopes Graç
- 728 Restelo - Av. das Descobertas ⇄ Portela - Av. dos Descobrimentos
- 744 Marquês de Pombal ⇄ Moscavide (Quinta das Laranjeiras)
- 750 Gara Oriente (Interface) ⇄ Algés
- 759 Restauradores ⇄ Gara Oriente (Interface)
- 782 Cais do Sodré ⇄ Praça José Queirós
- 794 Terreiro do Paço ⇄ Gara Oriente (Interface)[5]

### Autobuze preorășenești

#### Rodoviária de Lisboa
- 301 Lisabona (Gara Oriente) ⇄ Loures (Zona Comercială) via Spital
- 305 Lisabona (Gara Oriente) ⇄ Loures
- 308 Lisabona (Gara Oriente), circulație via Sacavém
- 309 Lisabona (Gara Oriente) ⇄ Cabeço de Aguieira
- 310 Lisabona (Gara Oriente) ⇄ Charneca do Lumiar
- 316 Lisabona (Gara Oriente) ⇄ Santa Iria da Azóia
- 317 Lisabona (Gara Oriente) ⇄ Bairro da Covina
- 318 Lisabona (Gara Oriente) ⇄ Portela da Azóia
- 330 Lisabona (Gara Oriente) ⇄ Forte da Casa
- 347 Lisabona (Gara Oriente) ⇄ Alverca (Arcena)
- 750 Lisabona (Gara Oriente), circulație via Bairro das Coroas și Unhos[6]

#### Transportes Sul do Tejo
- 333 Lisabona (Gara Oriente) ⇄ Vale da Amoreira
- 431 Lisabona ⇄ Montijo
- 432 Atalaia ⇄ Lisabona (via Alcochete)
- 435 Lisabona ⇄ Samouco (via Montijo)
- 437 Lisabona ⇄ Montijo (via São Francisco)
- 453 Lisabona (Gara Oriente) ⇄ São Francisco (via Montijo)
- 562 Lisabona ⇄ Setúbal (via Podul Vasco da Gama) (Rápida)
- 565 Lisabona ⇄ Setúbal (via Podul Vasco da Gama și Pinhal Novo) (Rápida)[7]

### Feroviare

#### Comboios de Portugal
- Sintra ⇄ Lisabona - Oriente
- Sintra ⇄ Alverca
- Alcântara-Terra ⇄ Castanheira do Ribatejo
- Lisabona - Santa Apolónia ⇄ Azambuja
- Lisabona - Santa Apolónia ⇄ Covilhã (Regional)
- Lisabona - Santa Apolónia ⇄ Leiria (Regional)
- Lisabona - Santa Apolónia ⇄ Tomar (Regional)
- Lisabona - Santa Apolónia ⇄ Entroncamento (Regional)
- Lisabona - Santa Apolónia ⇄ Porto - Campanhã (Regional)
- Lisabona - Santa Apolónia ⇄ Castelo Branco (Regional)
- Lisabona - Santa Apolónia ⇄ Pampilhosa (Regional)
- Lisabona - Santa Apolónia ⇄ Tomar (InterRegional)
- Lisabona - Santa Apolónia ⇄ Entroncamento (InterRegional)
- Lisabona - Santa Apolónia ⇄ Porto - Campanhã (InterRegional)
- Lisabona - Oriente ⇄ Évora (Intercity)
- Lisabona - Oriente ⇄ Faro (Intercity)
- Lisabona - Santa Apolónia ⇄ Porto - Campanhã (Intercity)
- Lisabona - Santa Apolónia ⇄ Braga (Intercity)
- Lisabona - Santa Apolónia ⇄ Guimarães (Intercity)
- Lisabona - Santa Apolónia ⇄ Guarda (Intercity)
- Lisabona - Santa Apolónia ⇄ Covilhã (Intercity)
- Lisabona - Santa Apolónia ⇄ Porto - Campanhã (Alfa Pendular)
- Lisabona - Santa Apolónia ⇄ Braga (Alfa Pendular)
- Lisabona - Santa Apolónia ⇄ Guimarães (Alfa Pendular)
- Porto - Campanhã ⇄ Faro (Alfa Pendular)
- Lisabona - Santa Apolónia ⇄ Hendaye (Internațional)
- Lisabona - Santa Apolónia ⇄ Madrid (Internațional)[8]